# María del Rosario Fernández, La Tirana (1794)

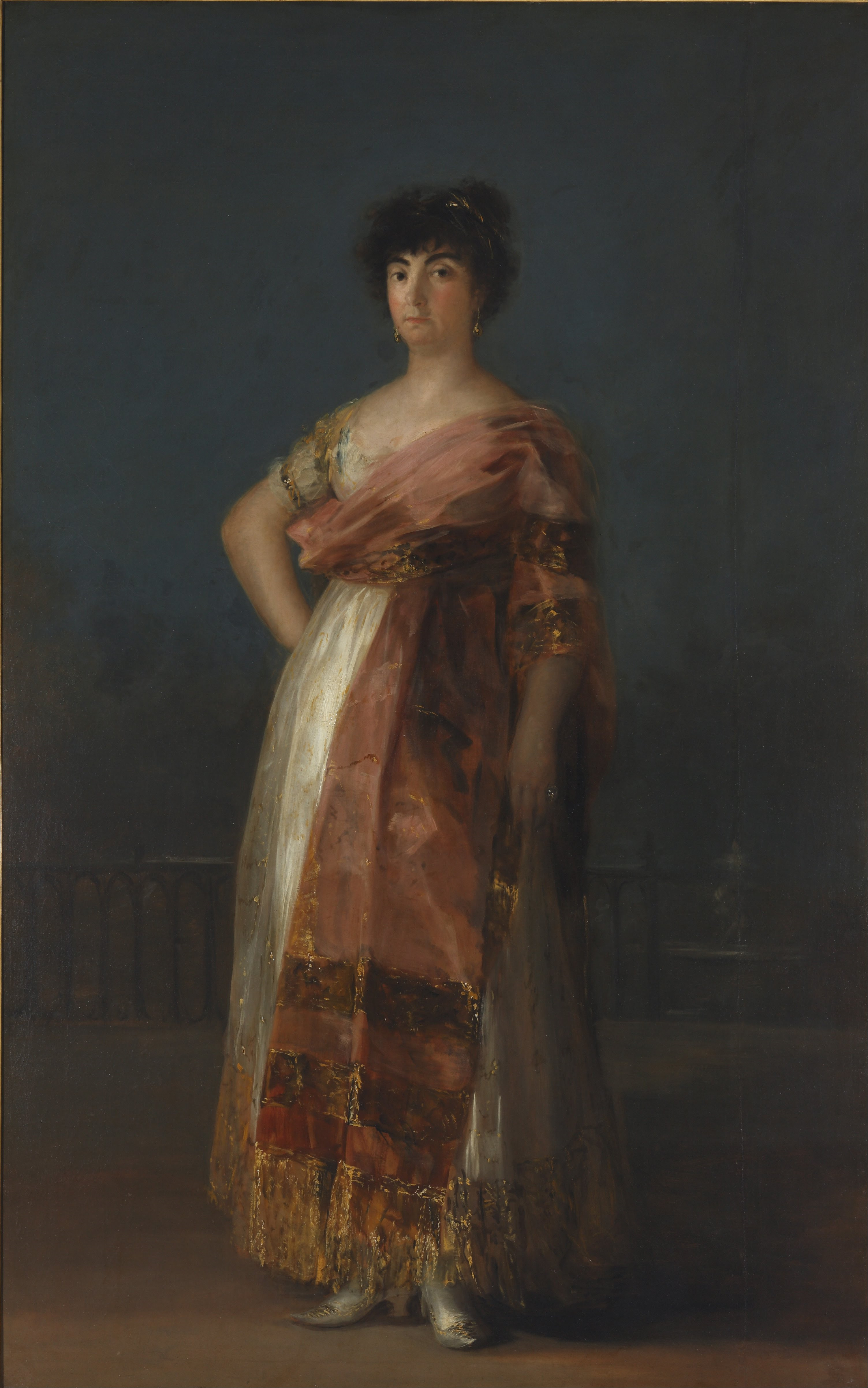
María del Rosario Fernández, La Tirana, Goya, 1792

Aktorka „La Tirana” (hiszp. Retrato de María del Rosario Fernández, La Tirana) – obraz olejny hiszpańskiego malarza Francisca Goi (1746–1828) przedstawiający popularną aktorkę Maríę del Rosario Fernández (1755–1803) nazywaną La Tirana.

## Okoliczności powstania
Lata 90. XVIII wieku były dla Goi okresem transformacji stylistycznej i intensywnej aktywności malarskiej. Obraz powstał w 1794 roku, zaledwie dwa lata po ataku ciężkiej choroby, w wyniku której Goya prawie rok walczył ze śmiercią, paraliżem i ślepotą. Doszedł do zdrowia tylko częściowo, pozostał jednak głuchy do końca życia. Szybko wrócił do pracy, mimo że nadal odczuwał następstwa choroby. Starał się przekonać kręgi artystyczne, że choroba nie osłabiła jego zdolności malarskich, gdyż plotki o jego ułomności mogły poważnie zaszkodzić dalszej karierze. Zaczął pracować nad obrazami gabinetowymi niewielkich rozmiarów, które nie nadwerężały jego fizycznej kondycji. Choroba przerwała także jego cieszącą się powodzeniem pracę portrecisty, do której powrócił z zaostrzonym zmysłem obserwacji, być może spotęgowanym przez utratę słuchu. Goya malował członków rodziny królewskiej, arystokracji, burżuazji, duchownych, polityków, bankierów, wojskowych oraz ludzi związanych z kulturą. Często portretował też swoich przyjaciół z kręgu liberałów i ilustrados.
Rosario Fernández urodziła się w 1755 roku w Sewillii, występowała w teatrach w Madrycie, Barcelonie i w królewskich rezydencjach. Zawdzięczała swój przydomek mężowi Francisco Castellanosowi, który również będąc aktorem często grywał czarne charaktery, a w szczególności tyranów. Z tego powodu, a także ze względu na swój autorytarny charakter, partnerująca mu na scenie aktorka zyskała przezwisko La Tirana, czyli Tyranka. Małżeństwo nie było udane, a po rozstaniu z mężem i powrocie do Madrytu musiała szukać protekcji u księżnej Alby, aby móc dalej występować. Księżnę Albę i Goyę łączyła przyjaźń, zapewne dzięki tym koneksjom powstały dwa portrety Tyranki – pierwszy całopostaciowy ok. 1792 (La Tirana), a drugi w 1794. W czasie kiedy portretował ją Goya, aktorka podupadła na zdrowiu i wycofała się z życia artystycznego. Malarz przyjaźnił się z wieloma aktorami i aktorkami, których portretował. Oprócz Tyranki do jego kręgu należeli m.in. Rita Luna, Lorenza Correa, Isidoro Maiquez i Antonia Zárate.

## Opis obrazu
Portret (półpostać) przedstawia aktorkę w pozycji stojącej. Ma na sobie elegancką białą suknię ozdobioną koronkami oraz szal, który okrywa ramiona i pierś. W rozpuszczonych włosach widoczna jest ozdoba z kwiatów. W prawej dłoni trzyma kartkę papieru na której widoczne jest imię portretowanej i malarza (María / Del Rosario / La Tirana / Por Goya / 1794).

## Proweniencja
Z kolekcji hrabiego Villagonzalo w Madrycie obraz przeszedł do innej prywatnej kolekcji.